# 박진오 (가수)
박진오(2001년 3월 19일 ~ )는 J1NO(지노, 진오)라는 예명으로 알려진 대한민국의 가수, 아티스트 겸 시인이다. 2022년 1월 14일 9곡 수록 EP앨범 '사계(4Seasons)'를 발매하여 가수로 데뷔하였다. 2022년 9월 20일 시집 '음유시인' 을 출간하며 시인으로도 데뷔하였고, 2023년 계간 문학의봄 시인 부문 신인상을 받아 정식 시인으로 등단하였다.

## 방송출연
고등래퍼 2에 출연하여 교과서 랩 배틀까지 진출하였다. 딥플로우 팀에 선발되어 윤병호(불리 다 바스타드)와 함께 '완득이'라는 무대를 선보였다.
언더나인틴에 출연하여 12화까지 생존하였다. 1차에서 자작랩을 선보여 랩 디렉터 다이나믹 듀오(개코, 최자)와 보컬 디렉터 EXID 솔지에게 기립박수를 받는 등 극찬을 받았다.
쇼미더머니10에 참가하여 영상 예선과 1차 예선을 통과했다. 무대는 통편집되어 나오지 않았으나 박진오 유튜브에 예선에 불렀던 두 곡이 올라와있다.
[봄 신상도 다 무신사랑] KFC 할아버지가 70년만에 신상을 입었다?! 무신사 2022년도 봄 광고에 CF 보컬로 참여하였다. 현재는 광고 모델인 유아인의 논란 이후 1200만회에서 영상이 비공개 처리 되었으나, 박진오 유튜브에서 영상을 찾아볼 수 있다.

## 수상
문화체육관광부 주최 2021 세계한국어한마당 랩 부문 최우수상을 수상하였다.
2021년 한국도핑방지위원회 캠페인송 공모전 우수상을 수상하였다.
2023년 익산 이리플래닛 공모전 노래 부문 대상을 수상하였다.
2023년 제 1회 카페봄봄 CM송 공모전 CEO특별상을 수상하였다.
2023년 제66회 문학의봄 시 부문 신인상을 수상하였다.

## 디스코그래피

### 정규앨범
| 제목              | 상세                                        |
| ----------------- | ------------------------------------------- |
| J1NO UNIVERSE     | - 발매일: 2022년 8월 19일 - 형식: 스트리밍  |
| 진오의 크리스마스 | - 발매일: 2022년 12월 23일 - 형식: 스트리밍 |

### EP
| 제목                  | 상세                                       |
| --------------------- | ------------------------------------------ |
| 사계                  | - 발매일: 2022년 1월 14일 - 형식: 스트리밍 |
| SHINE                 | - 발매일: 2022년 3월 8일 - 형식: 스트리밍  |
| LUV CITY              | - 발매일: 2022년 4월 15일 - 형식: 스트리밍 |
| 하늘과 바람과 별과 시 | - 발매일: 2022년 11월 6일 - 형식: 스트리밍 |
| 여름에 피어난 꽃      | - 발매일: 2023년 7월 4일 - 형식: 스트리밍  |

### 싱글
| 제목                              | 연도 | 음반               |
| --------------------------------- | ---- | ------------------ |
| 이계                              | 2021 | 사계               |
| 춘분                              | 2022 | J1NO UNIVERSE      |
| 별이 빛나는 한여름밤에            | 2022 | J1NO UNIVERSE      |
| 인스타그램 로즈                   | 2023 | 인스타그램 로즈    |
| Blue Fire (Feat. Lowell Straight) | 2023 | Blue Fire          |
| 인생은 왜 힘든걸까                | 2023 | 인생은 왜 힘든걸까 |
| 핫팩(Hotpack)                     | 2024 | 핫팩(Hotpack)      |

## 저서

### 시집
《음유시인》 (북랩, 2022)
-시인으로서의 데뷔작이다.
《문학의봄 66호》 (문학의봄, 2023)
-계간 문학의봄 시 부문 신인상을 받아 시인으로 등단하였다. 본 66호에는 등단 시와 등단 소감이 수록되어 있다.